# Sharyn McCrumb
Sharyn McCrumb, nata Sharyn Elaine Arwood (Wilmington, 26 febbraio 1948), è una scrittrice statunitense.

## Biografia
Nata a Wilmington, Carolina del Nord, nel 1948, vive e lavora a Blue Ridge, in Virginia.
Laureata nel 1970 all'Università della Carolina del Nord a Chapel Hill, ha insegnato al Virginia Polytechnic Institute and State University e ha lavorato come giornalista per lo Smoky Mountain Times di Bryson City.
Ha esordito neglia anni ottanta con la serie poliziesca di Elizabeth MacPherson e in seguito si è concentrata sul genere della ballata dedicando numerosi componimenti alla storia e al folklore della regione Appalachia.
Le sue opere hanno ottenuto molti premi dedicati alla narrativa gialla; si ricordano tra gli altri 3 Premi Agatha e un Anthony Award.

## Opere principali

### Serie Elizabeth MacPherson
- Sick of Shadows (1984)
- Delitti a Sarvice Valley (Lovely in Her Bones, 1985), Milano, Il Giallo Mondadori N. 2040 traduzione di Maria Luisa Vesentini Ottolenghi
- Highland Laddie Gone (1986)
- Paying the Piper (1988)
- The Windsor Knot (1990)
- Missing Susan (1991)
- MacPherson's Lament (1992)
- If I'd Killed Him When I Met Him (1995)
- The PMS Outlaws (2000)

### Serie ballate dell'Appalachia
- If Ever I Return, Pretty Peggy-O (1990)
- The Hangman's Beautiful Daughter (1992)
- She Walks These Hills (1994)
- The Rosewood Casket (1996)
- The Ballad of Frankie Silver (1998)
- The Songcatcher (2001)
- Ghost Riders (2003)
- The Devil Amongst the Lawyers (2010)
- The Ballad of Tom Dooley: A Novel (Appalachian Ballad) (2011)
- King's Mountain (2013)

### Serie Jay Omega
- Bimbos of the Death Sun (1988)
- Zombies of the Gene Pool (1992)

### Altri romanzi
- St. Dale (2005)
- Once Around the Track (2007)
- Faster Pastor con Adam Edwards (2010)

### Racconti
- Our Separate Days con Mona Walton Helper (1985)
- Foggy Mountain Breakdown and Other Stories (1997)
- Il portiere (The Resurrection Man, 2005), Milano, Sonzogno, 2006 ISBN 88-454-1336-5.
- Fairy Tale Princesses of the Civil War: Rattler and Celtic Magic (2012)

## Alcuni riconoscimenti
- Premio Agatha per il miglior racconto breve: 1990 con A Wee Doch And Doris
- Premio Agatha per il miglior romanzo: 1995 con She Walks these Hills e 1996 con If I'd Killed Him When I Met Him
- Anthony Award: 1995 con She Walks these Hills
- Premio Macavity: 1991 con If Ever I Return Pretty Peggy-O e 1995 con She Walks These Hills
- Premio Nero Wolfe: 1995 con She Walks these Hills